# 能戴鬼
能戴鬼,是中国传说的妖怪，通体乌黑，唯两目雪白，记载于清閒齋氏《夜谭随录》卷三。“渾如煙霧,軟如棉絮”。一張尖長的嘴像鳥喙,卻能與人和平相處,能像狗一樣的被馴服,供主人驅使。能戴鬼也形容醜陋,

## 参看
中国妖怪列表